# Amerikai egycentes érme
A 0,01 dolláros, más néven 1¢-es vagy 1 centes a legkisebb értékű jelenleg is forgalomban lévő amerikai érme, amely a dollár 1/100 része. Penny-nek is szokták hívni, habár ez hivatalosan az angol font váltópénze. Az első központi kiadású egycentest 1787-ben adták ki.

## Érmék

### Fugio cent
2021-ben egy csapat numizmatikus újravette a Fugio centekről megmaradt bizonyítékokat, hogy kiderítsék, szövetségi kiadásuak-e. 2022. január 3-án a PCGS nevű amerikai érmeosztályozó cég azt a cikket adta ki, hogy a Fugio centek valóban szövetségi kiadásúak voltak.
| Előlap | Hátlap | Átmérő | Tömeg  | Verési év | Összetétel | Hátlap                                                 | Forrás |
| ------ | ------ | ------ | ------ | --------- | ---------- | ------------------------------------------------------ | ------ |
|        |        | 29 mm  | 10,2 g | 1787      | 100% réz   | "We are one" - Egyek vagyunk, 13 láncszemből álló lánc | [ 1 ]  |

### Hullámzó haj cent
| Előlap | Hátlap | Átmérő  | Tömeg   | Verési év | Összetétel | Előlap           | Hátlap              | Forrás |
| ------ | ------ | ------- | ------- | --------- | ---------- | ---------------- | ------------------- | ------ |
|        |        | 26,5 mm | 13,48 g | 1793      | 100% réz   | Hullámzó hajú nő | "One cent", lánc    | [ 2 ]  |
|        |        | 27 mm   | 13,48 g | 1793      | 100% réz   | Hullámzó hajú nő | "One cent", koszorú | [ 3 ]  |

### Kötött haj cent
| Előlap | Hátlap | Átmérő | Tömeg   | Verési év | Összetétel | Előlap    | Hátlap              | Forrás |
| ------ | ------ | ------ | ------- | --------- | ---------- | --------- | ------------------- | ------ |
|        |        | 29 mm  | 13,48 g | 1793-1796 | 100% réz   | "Liberty" | "One cent", koszorú | [ 4 ]  |

### Ráncolt mell cent
| Előlap | Hátlap | Átmérő | Tömeg   | Verési év | Összetétel | Előlap    | Hátlap              | Forrás |
| ------ | ------ | ------ | ------- | --------- | ---------- | --------- | ------------------- | ------ |
|        |        | 29 mm  | 10,89 g | 1796-1807 | 100% réz   | "Liberty" | "One cent", koszorú | [ 5 ]  |

### Klasszikus fej cent
| Előlap | Hátlap | Átmérő | Tömeg   | Verési év | Összetétel | Előlap | Hátlap              | Forrás |
| ------ | ------ | ------ | ------- | --------- | ---------- | ------ | ------------------- | ------ |
|        |        | 29 mm  | 10,89 g | 1808-1814 | 100% réz   | Nő     | "One cent", koszorú | [ 6 ]  |

### Coronet/Szabadság cent
| Előlap | Hátlap         | Típus         | Átmérő     | Tömeg   | Vastagság | Verési év | Összetétel | Előlap | Hátlap              | Forrás |
| ------ | -------------- | ------------- | ---------- | ------- | --------- | --------- | ---------- | ------ | ------------------- | ------ |
|        |                | Matróna fej I | 28,5 mm    | 10,89 g | N/A       | 1816-1835 | 100% réz   | Nő     | "One cent", koszorú | [ 7 ]  |
|        | Matróna fej II | 27,5 mm       | 1835-1839  | 10,89 g | N/A       | [ 8 ]     | 100% réz   | Nő     | "One cent", koszorú |        |
|        |                | 27,5 mm       | Fonott fej | 10,89 g | 2,39 mm   | 1839-1857 | 100% réz   | Nő     | "One cent", koszorú | [ 9 ]  |

### Repülő sas cent
| Előlap | Hátlap | Átmérő | Tömeg  | Verési év | Összetétel         | Előlap     | Hátlap              | Forrás |
| ------ | ------ | ------ | ------ | --------- | ------------------ | ---------- | ------------------- | ------ |
|        |        | 19 mm  | 4,67 g | 1856-1858 | 88% réz 12% nikkel | Repülő sas | "One cent", koszorú | [ 10 ] |

### Indián fej cent
| Előlap     | Hátlap | Típus         | Átmérő | Tömeg     | Vastagság             | Verési év | Összetétel         | Előlap | Hátlap                     | Forrás |
| ---------- | ------ | ------------- | ------ | --------- | --------------------- | --------- | ------------------ | ------ | -------------------------- | ------ |
|            |        | Pajzs nélküli | 19 mm  | 4,67 g    | N/A                   | 1859      | 88% réz 12% nikkel | Indián | "One cent", koszorú        | [ 11 ] |
|            |        | Pajzsos I     | 19 mm  | 4,67 g    | 2,33 mm               | 1860-1864 | 88% réz 12% nikkel | Indián | "One cent", koszorú, pajzs | [ 12 ] |
| Pajzsos II | 3,11 g | 1,47 mm       | 19 mm  | 1864-1909 | 95% réz 5% ón és cink | [ 13 ]    |                    | Indián | "One cent", koszorú, pajzs |        |

### Lincoln cent

#### Búza cent
| Előlap | Hátlap | Típus         | Átmérő | Tömeg  | Vastagság | Verési évek          | Összetétel            | Előlap          | Hátlap                                | Forrás |
| ------ | ------ | ------------- | ------ | ------ | --------- | -------------------- | --------------------- | --------------- | ------------------------------------- | ------ |
|        |        | Bronz         | 19 mm  | 3,11 g | 1,5 mm    | 1909-1942, 1947-1958 | 95% réz 5% ón és cink | Abraham Lincoln | "One Cent" - Egy cent, két búzakalász | [ 14 ] |
|        |        | Acél          | 19 mm  | 2,70 g | 1,4 mm    | 1943                 | Cinkkel bevont acél   | Abraham Lincoln | "One Cent" - Egy cent, két búzakalász | [ 15 ] |
|        |        | Háborús bronz | 19 mm  | 3,11 g | 1,5 mm    | 1944-1946            | 95% réz 5% cink       | Abraham Lincoln | "One Cent" - Egy cent, két búzakalász | [ 14 ] |

#### Lincoln-emlékmű cent
| Előlap    | Hátlap                | Átmérő    | Tömeg              | Vastagság | Verési évek | Összetétel      | Előlap          | Hátlap          | Forrás |
| --------- | --------------------- | --------- | ------------------ | --------- | ----------- | --------------- | --------------- | --------------- | ------ |
|           |                       | 19 mm     | 3,11 g             | 1,30 mm   | 1959-1962   | 95% réz 5% cink | Abraham Lincoln | Lincoln-emlékmű | [ 16 ] |
| 1962-1982 | 95% réz 5% ón és cink | 19 mm     | 3,11 g             | 1,30 mm   |             |                 | Abraham Lincoln | Lincoln-emlékmű | [ 16 ] |
| 19,05 mm  | 2,5 g                 | 1982-2008 | Rézzel bevont cink | 1,30 mm   | [ 17 ]      |                 | Abraham Lincoln | Lincoln-emlékmű |        |

#### Abraham Lincoln születésének 200. évfordulója
| Előlap | Hátlap           | Átmérő   | Tömeg | Vastagság | Verési év | Összetétel         | Előlap          | Hátlap                      | Forrás |
| ------ | ---------------- | -------- | ----- | --------- | --------- | ------------------ | --------------- | --------------------------- | ------ |
|        |                  | 19,05 mm | 2,5 g | 1,55 mm   | 2009      | Rézzel bevont cink | Abraham Lincoln | Születés és korai gyerekkor | [ 18 ] |
|        | Formatív évek    | 19,05 mm | 2,5 g | 1,55 mm   | 2009      | Rézzel bevont cink | Abraham Lincoln | [ 19 ]                      |        |
|        | Professzori élet | 19,05 mm | 2,5 g | 1,55 mm   | 2009      | Rézzel bevont cink | Abraham Lincoln | [ 20 ]                      |        |
|        | Elnökség         | 19,05 mm | 2,5 g | 1,55 mm   | 2009      | Rézzel bevont cink | Abraham Lincoln | [ 21 ]                      |        |

#### Pajzs cent
| Előlap | Hátlap | Átmérő   | Tömeg | Vastagság | Verési évek | Összetétel         | Előlap          | Hátlap | Forrás(ok) |
| ------ | ------ | -------- | ----- | --------- | ----------- | ------------------ | --------------- | ------ | ---------- |
|        |        | 19,05 mm | 2,5 g | 1,52 mm   | 2010-most   | Rézzel bevont cink | Abraham Lincoln | Pajzs  | [ 22 ]     |

## Verési statisztikák
A felső oszlopokban található betűk a pénzverők betűi:
- P = Philadelphia
- D = Denver
- S = San Francisco
- W = West Point (New York)

### Hullámzó haj cent
| Év                   | P      |
| -------------------- | ------ |
| 1793 láncos hátlap   | 36,103 |
| 1793 koszorús hátlap | 63,353 |
| Összesen             | 99,456 |

### Kötött haj cent
| Év               | P         |
| ---------------- | --------- |
| 1793             | 11,056    |
| 1794             | 918,521   |
| 1795 betűs perem | 37,000    |
| 1795 sima perem  | 501,500   |
| 1796             | 109,825   |
| Összesen         | 1,577,902 |

### Ráncolt mell cent
| Év       | P         |
| -------- | --------- |
| 1796     | 363,375   |
| 1797     | 897,510   |
| 1798     | 1,841,745 |
| 1799     | 42,540    |
| 1800     | 2,822,175 |
| 1801     | 1,362,837 |
| 1802     | 3,435,100 |
| 1803     | 3,131,691 |
| 1804     | 96,500    |
| 1805     | 941,116   |
| 1806     | 348,000   |
| 1807     | 829,221   |
| Összesen | 3,530,852 |